# Boris Milošević
Boris Milošević, srbsko-hrvaški politik in pravnik, * 5. november 1974, Šibenik.
Od 23. julija 2020 je podpredsednik vlade Republike Hrvaške, pristojen za socialna vprašanja ter človekove in manjšinske pravice. Je član Neodvisne demokratske srbske stranke (SDSS). Pred tem je od julija 2019 do julija 2020 opravljal funkcijo predsednika srbskega nacionalnega sveta. * 5. november 1974.
Milošević je prvi srbski politik na Hrvaškem, ki se je udeležil praznovanja obletnice Nevihte v Kninu.